# Władysław Piasecki
Władysław Piasecki (ur. 17 grudnia 1901 we Lwowie, zm. 23 kwietnia 1978 w Krakowie) – polski bibliotekarz, starszy kustosz dyplomowany. 

## Życiorys
Urodził się w rodzinie prof. Eugeniusza Piaseckiego i Gizeli z Zielińskich (1877–1946). Brat Eugenii, Stanisława, Wandy (ur. 1905) i Leszka (ur. 1907).

### II Rzeczpospolita
Studiował polonistykę na uniwersytetach we Lwowie i Poznaniu w latach 1922–1927, magisterium uzyskał w Poznaniu w 1939 roku. W latach 1926–1928 pracował w Bibliotece Fundacji Baworowskich, w latach 1927–1928 w Bibliotece Zakładu Narodowego im. Ossolińskich we Lwowie. Po odbyciu służby wojskowej w 1929 roku, brał udział w katalogowaniu zbiorów bibliotek zakładowych Uniwersytetu Poznańskiego. W latach 1931–1936 pracował w warszawskich firmach wydawniczych.

### II wojna światowa
Wybuch II wojny światowej uniemożliwił mu podjęcie pracy w Bibliotece Narodowej. W 1940 roku pracował w wypożyczalni książek Heleny Więckowskiej w Warszawie, a do wybuchu powstania warszawskiego kierował schroniskiem dla wysiedlonych i uchodźców Polskiego Komitetu Opiekuńczego w Warszawie.

### Po wojnie (1945–1978)
Od 1 kwietnia 1945 roku był zatrudniony w Bibliotece Jagiellońskiej, w 1946 roku powierzono mu kierownictwo Biblioteki Studium Spółdzielczego na Wydziale Rolniczym Uniwersytetu Jagiellońskiego. Jednocześnie w 1946 roku uczęszczał na kurs dla bibliotekarzy naukowych. W latach 1947–1948 uczył w Państwowym Liceum Bibliotekarsko-Księgarskim oraz wykładał (1947–1949) technologię pracy umysłowej w Wyższej Szkole Nauk Społecznych w Krakowie. 1 sierpnia 1949 roku rozpoczął pracę w Bibliotece Głównej Akademii Górniczo-Hutniczej, początkowo jako pełniący obowiązki kierownika, od 1 sierpnia 1953 jako kierownik; z końcem 1954 roku został jej dyrektorem. W 1957 roku odbył podróż naukową do ZSRR, a w 1959 – dzięki stypendium Fundacji Forda – do Stanów Zjednoczonych, Anglii i Francji, studiując tam nowoczesne budownictwo biblioteczne. Zainicjował i zrealizował budowę gmachu Biblioteki Głównej AGH, pierwszego w Polsce modularnego budynku bibliotecznego. Po przejściu z dniem 1 kwietnia 1972 roku na emeryturę wykładał w Zakładzie Bibliotekoznawstwa Wyższej Szkoły Pedagogicznej w Krakowie.
Wieloletni członek Związku Bibliotekarzy Polskich i Stowarzyszenia Bibliotekarzy Polskich, przewodniczący Sekcji Bibliotek Naukowych Okręgu Krakowskiego SBP oraz Sekcji Budownictwa Bibliotecznego przy Zarządzie Głównym Stowarzyszenia. Był rzeczoznawcą i konsultantem projektów gmachów bibliotek krajowych i zagranicznych. Uczestniczył w pracach nad ustaleniem kategorii bibliotekarzy dyplomowanych i propagował uznanie bibliotekoznawstwa za dyscyplinę naukową.
Zmarł w Krakowie, pochowany na cmentarzu Prądnik Czerwony (kwatera PAS A9-IV-22).

## Wybrane publikacje
Autor ponad 30 publikacji z zakresu bibliotekarstwa, w tym wielu w językach obcych. Napisał m.in.:
- Problemy budownictwa bibliotecznego (1956)
- Zawód bibliotekarza naukowego (1956)
- Biblioteka – wprowadzenie do zagadnień budowy (1962)
- Karol Estreicher a warsztat literacki autora „Olbrachtowych rycerzy” (1964)
- Das erste modular Bibliotheksgebäude in Polen (1967)
- Zwięzły wstęp do bibliotekoznawstwa (1968)
- Małe prolegomena do nauki o bibliotece (1968)
- O przyszłość budynków bibliotecznych (1979)

## Ordery i odznaczenia
- Krzyż Kawalerski Orderu Odrodzenia Polski (1957)
- Medal 10-lecia Polski Ludowej (15 stycznia 1955)[4]
- Honorowa odznaka Stowarzyszenia Bibliotekarzy Polskich (1968)